# Юсупово (деревня, городской округ Домодедово)
Юсупово — деревня в городском округе Домодедово Московской области.

## География
Находится в южной части Московской области на расстоянии приблизительно 6 км на юго-запад по прямой от железнодорожной станции Домодедово.

## История
До 2004 года входила в состав Константиновского сельского округа Домодедовского района.

## Население
Постоянное население составляло 15 человек в 2002 году (русские 87 %), 17 в 2010.